# Sœurs de l'Espérance
Les Sœurs de l'Espérance sont une congrégation religieuse catholique fondée à Bordeaux en 1836 par l'abbé Noailles, chanoine honoraire, à la demande de Mgr de Cheverus, archevêque de Bordeaux. Elle a pour but le soin des malades à domicile.

## Historique
En 1890, la Congrégation des Sœurs de l'Espérance possédait plus de soixante établissements en France, principalement à Paris, Lyon, Marseille, Bordeaux, Nantes, Amiens, Nancy, Angers, Saint-Étienne, Rennes, Laval, Tours, Angoulême, Périgueux, Pau, Aix, Toulon, Châlons, Bar-le-Duc, Châteauroux, Limoges, Niort, Blois, Toulouse, Hyères, Bagnères-de-Bigorre, Bagnères-de-Luchon, Perpignan, La Rochelle, Versailles, Brest, etc.

« Les Sœurs ne se contentent pas de soigner les malades de la classe aisée ; elles s'occupent aussi du soin de la visite et de la veille des malades pauvres. Il y a même des villes où elles ont été appelées pour s'occuper spécialement des indigents. (...) Ce dévouement est sans limites ; il s'est manifesté sur tous les points dans les épidémies qui se sont déclarées en France depuis la fondation de la Congrégation, et le plus souvent ce sont les préfets, les généraux, les maires qui, en face d'un fléau mettant une population en danger, ont appelé les Sœurs de l'Espérance au foyer de la contagion que tout le monde fuyait. Jamais elles n'ont reculé devant le devoir ; plusieurs fois, elles ont reçu des récompenses honorifiques, décorations, médailles ; mais ordinairement leur seule récompense a été celle que donne la conscience du devoir accompli. »

Parmi leurs actions, à titre d'exemple, elles soignent les victimes du choléra à Marseille en 1859, celles d'une épidémie de fièvre typhoïde à Niort en 1862, d'une épidémie de choléra à Amiens en 1866, ainsi qu'à Brest la même année, ou encore à Metz. Elles furent envoyées soigner les victimes d'une épidémie de fièvre typhoïde à l'Île-Molène, etc.
Le journal Le Gaulois, dans son numéro daté du 29 juin 1890 fournit une très longue liste d'actes de dévouement effectués par cette communauté religieuse dans divers localités de France face à de multiples épidémies.